# Salem Saleh
Salem Saleh Mussallam Salem Al Rejaibi (14 maggio 1991) è un calciatore emiratino, di ruolo attaccante che milita nel Dibba Al Hisn.